# Lääne-Harju (commune)
Lääne-Harju (Lääne-Harju vald) est une commune rurale d’Estonie située dans la région d’Harju, au nord-ouest du pays.
La commune a été fondée en 2017 suite à des regroupements.

## Géographie

### Localisation
La commune de Lääne-Harju est située dans le Nord-Ouest de l'Estonie, sur les côtes du Golfe de Finlande. Elle est située à l'Ouest du Comté de Harju, d'ou elle tire son nom. La commune s'étend également sur les Iles de Pakri, situées dans le Golfe de Finlande.

### Communes limitrophes
| Golfe de Finlande | Golfe de Finlande | Harku       |
| Golfe de Finlande | Lääne-Harju       | Saue, Keila |
| Lääne-Nigula      | Lääne-Nigula      | Saue        |

### Relief et géologie
Une partie de la commune est dans une zone calcaire, qui a notamment été exploité dans la mine de Rummu.

### Hydrographie
Le fleuve Keila marque la limite entre la commune de Lääne-Harju et celle de Harku, au Nord-Est. Elle se jette dans la mer baltique dans la localité de Meremõisa après avoir passé les chutes dans la localité de Keila-Joa.
La côte de la commune s'étend dans les baies de Lohusalu, Lahepere et Paldiski.
Le territoire de la commune compte trois lacs de grande taille: Tänavjärv dans la localité de Hatu, le lac Klooga ainsi que le lac artificiel créée dans l'ancienne carrière de Rummu.

### Paysages
Comme le reste de l'Estonie, Lääne-Harju est couverte par des zones marécageuses ainsi que des champs, et ce, tout le long de la côte de la mer baltique.

### Milieux naturels et biodiversité

#### Zonages réglementaires
Le sud de la commune, particulièrement la localité de Hatu, est concernée par une zone protégée (maastikukaitsealad ou MKA).

#### Parcs et jardins
La localité de Paldiski comporte un seul espace vert en son sein, le Linnnapark.

## Urbanisme
La commune de Lääne-Harju est considérée comme une commune rurale, de par sa faible densité de population. Néanmoins la localité de Paldiski au Nord de la commune, est considérée comme une localité urbaine (linn).

### Localités de la commune
| Code | Nom         | Type                                | Population |
| ---- | ----------- | ----------------------------------- | ---------- |
| 1208 | Alliklepa   | village (küla)                      | 11         |
| 1221 | Altküla     | village (küla)                      | 47         |
| 1450 | Audevälja   | village (küla)                      | 57         |
| 1771 | Harju-Risti | village (küla)                      | 334        |
| 1782 | Hatu        | village (küla)                      | 62         |
| 2045 | Illurma     | village (küla)                      | 92         |
| 2731 | Karilepa    | village (küla)                      | 34         |
| 2749 | Karjaküla   | petit bourg (alevik)                | 314        |
| 2797 | Kasepere    | village (küla)                      | 77         |
| 2909 | Keelva      | village (küla)                      | 41         |
| 2927 | Keibu       | village (küla)                      | 42         |
| 2931 | Keila-Joa   | petit bourg (alevik)                | 398        |
| 2978 | Kersalu     | village (küla)                      | 54         |
| 3205 | Klooga      | petit bourg (alevik)                | 1024       |
| 3207 | Kloogaranna | village (küla)                      | 259        |
| 3224 | Kobru       | village (küla)                      | 18         |
| 3603 | Kulna       | village (küla)                      | 282        |
| 3682 | Kurkse      | village (küla)                      | 34         |
| 3762 | Kõmmaste    | village (küla)                      | 63         |
| 3857 | Käesalu     | village (küla)                      | 109        |
| 4019 | Laane       | village (küla)                      | 14         |
| 4096 | Langa       | village (küla)                      | 32         |
| 4112 | Laoküla     | village (küla)                      | 35         |
| 4148 | Laulasmaa   | village (küla)                      | 789        |
| 4211 | Lehola      | village (küla)                      | 405        |
| 4263 | Lemmaru     | village (küla)                      | 63         |
| 4456 | Lohusalu    | village (küla)                      | 213        |
| 4722 | Madise      | village (küla)                      | 79         |
| 4725 | Maeru       | village (küla)                      | 90         |
| 4876 | Meremõisa   | village (küla)                      | 163        |
| 4878 | Merenuka    | village (küla)                      | 7          |
| 4931 | Metslõugu   | village (küla)                      | 26         |
| 5290 | Määra       | village (küla)                      | 51         |
| 5343 | Nahkjala    | village (küla)                      | 49         |
| 5424 | Niitvälja   | village (küla)                      | 108        |
| 5628 | Ohtu        | village (küla)                      | 156        |
| 5812 | Padise      | village (küla)                      | 302        |
| 5821 | Pae         | village (küla)                      | 78         |
| 5925 | Paldiski    | ville incorporée (vallasisene linn) | 3719       |
| 6062 | Pedase      | village (küla)                      | 26         |
| 6528 | Põllküla    | village (küla)                      | 48         |
| 7121 | Rummu       | petit bourg (alevik)                | 932        |
| 7856 | Suurküla    | village (küla)                      | 32         |
| 8460 | Tuulna      | village (küla)                      | 416        |
| 8499 | Tõmmiku     | village (küla)                      | 53         |
| 8956 | Valkse      | village (küla)                      | 142        |
| 9101 | Vasalemma   | petit bourg (alevik)                | 788        |
| 9231 | Veskiküla   | village (küla)                      | 112        |
| 9265 | Vihterpalu  | village (küla)                      | 50         |
| 9339 | Vilivalla   | village (küla)                      | 48         |
| 9380 | Vintse      | village (küla)                      | 34         |
| 9752 | Ämari       | petit bourg (alevik)                | 556        |
| 9767 | Änglema     | village (küla)                      | 29         |

### Voies de communication et transports
La route nationale 8 de Tallinn à Paldiski, la route nationale 17 de Keila à Haapsalu et la route 11230 traversent Lääne-Harju.
De Keila, une ligne ferroviaire passe à l'ouest jusqu'à Paldiski et Kloogaranna et au sud jusqu'à Riisipere.
La base aérienne d'Ämari est située dans la municipalité de Lääne-Harju

## Toponymie
Les localités créées à l'époque médiévale ont d'abord eu des noms Scandinaves et germaniques: L'ancien nom suèdois du Port de Paldiski est Rågervik. En 1762, les russes la nomment en russe : Балтийский Порт, Port Baltiyskiy, signifiant Port de la Baltique. Le village de Padis et son Abbaye sont transfromées en "Padise" dans les années 1930.
En estonien, le nom du port est orthographié Baltiski avant la réforme orthographique de 1933 où le nom de la ville devient Paldiski.

## Histoire

### Lääne-Harju au moyen-âge
Construite au début du XIVe siècle, alors que la région appartenait au Danemark, l'Abbaye de Padise cistercienne, fille de l'abbaye de Stolpe est finalement démantelée en 1559.

### Domination suédoise et russe à Paldiski
Au XVIIe siècle, les Suédois construisent un port à l'emplacement du port actuel de Paldiski.
La base navale fait alors partie du gouvernement d'Estland en Russie impériale.
En 1783, le port de Baldiski obtient les droits de ville.
En 1787, l’église orthodoxe Saint-George est inaugurée et en 1842 l'église luthérienne Saint-Nicolas.
En 1870, la voie ferrée atteint le port.
Le 23 juin 1912, le tsar Nicolas II est le kaiser Guillaume II se rencontrent à Paldiski pour la dernière fois avant la Première Guerre mondiale.

### Seconde guerre mondiale
En Septembre 1943, l'Allemagne nazie créé un Camp de concentration dans la localité de Klooga

### Époque soviétique
En 1962, Paldiski devient un centre d'entrainement de sous marins de la marine soviétique.
Le centre emploie environ 16 000 personnes, et avec ses deux réacteurs nucléaires (d’une puissance de 70 MW et 90 MW), c'est la seconde base de l'union soviétique.
Ce sera alors une ville fermée entourée de fils de fer barbelés jusqu'au départ du dernier navire soviétique en août 1994.
En 1991, l'union soviétique s’effondre et l'Estonie retrouve son indépendance.
En septembre 1995, la Russie éteint les réacteurs nucléaires et les remporte en Russie.

### Epoque contemporaine
La commune a été créée dans le cadre de la réforme administrative de 2017, lorsque les communes rurales de Keila, Padise et Vasalemma et la ville de Paldiski ont fusionné pour former la nouvelle commune de Lääne-Harju.

## Politique et administration

### Découpage territorial
Lääne-Harju constitue l'extrême-Ouest du Comté de Harju en Estonie.

## Équipements et services publics

### Justice, sécurité et défense
La Base aérienne d'Ämari est située dans la localité éponyme sur le territoire de la commune. Elle est utilisée par l'armée estonienne ainsi que l'OTAN.

## Démographie
| 2016   | 2017   | 2018   | 2019   | 2020   |
| ------ | ------ | ------ | ------ | ------ |
| 12 627 | 12 641 | 12 568 | 12 507 | 12 558 |

| 2021   | 2022   | - | - | - |
| ------ | ------ | - | - | - |
| 12 661 | 12 997 | - | - | - |

## Économie

### Artisanat et industrie
Le parc éolien de Paldiski a un rendement énergétique de 56 000 MWh, qui couvre environ un pour cent de la consommation d'électricité de l'Estonie.[Quand ?]
La ville abrite l'Institut estonien de la mer.

## Patrimoine
- Abbaye de Padise

## Culture

### Langue
En plus de l'Estonien, le suédois était également parlé dans certaines localités de la commune usqu'au début de la Seconde guerre mondiale. Certaines iles ont par ailleurs un nom bilingue estonien/suédois.

### Personnalités liées à la commune
- Adamson-Eric, artiste estonien, à vécu à Lääne-Harju (secteur de Paldiski).